# Agnostopelma
Genre
Agnostopelma est un genre d'araignées mygalomorphes de la famille des Theraphosidae.

## Distribution
Les espèces de ce genre sont endémiques de Colombie.

## Liste des espèces
Selon World Spider Catalog (version 14.0, 2013) :
- Agnostopelma gardel Pérez-Miles & Weinmann, 2010
- Agnostopelma tota Pérez-Miles & Weinmann, 2010

## Publication originale
- Pérez-Miles & Weinmann, 2010 : Agnostopelma: a new genus of tarantula without a scopula on leg IV (Araneae: Theraphosidae: Theraphosinae). Journal of Arachnology, vol. 38, no 1, p. 104-112 (texte intégral).